# Sociedad Colombiana de Ingenieros
La Sociedad Colombiana de Ingeniería es una organización sin fines de lucro con objetivos científicos, gremiales y académicos que es utilizada como centro consultivo del Gobierno Nacional de Colombia y diferentes gobiernos locales como alcaldías y gobernaciones que reúne a los ingenieros con experiencia y a los recién graduados para realizar trabajo en conjunto.  Fundada en 1887 y con sede en la ciudad de Bogotá.  También agrupa diversas asociaciones más pequeñas, cada una de ellas enmarcadas en alguna de las especializaciones de la ingeniería. Fomenta junto con las universidades la investigación en el ámbito de la ingeniería, especializándose en la ingeniería civil y los recursos ambientales.

## Historia
El 25 de abril de 1873 los ingenieros Manuel  Peña, Abelardo Ramos, Ruperto Ferreira y Manuel Ponce de León se reunieron y formaron una primera asociación que se conoció como la Sociedad de Ingenieros de Colombia, Manuel Ponce de León fue el primer presidente de esta asociación inicial e Indalecio Liévano vicepresidente. La iniciativa no prosperó y se desintegró rápidamente.
Luego de un intento fallido, los ingenieros Diódoro Sánchez, Abelardo Ramos, Miguel Triana y Andrés Arroyo plantearon la idea de reanudar la Sociedad de Ingenieros de Colombia. Los ingenieros convocaron a una reunión el 29 de mayo de 1887 a sus colegas residentes en la ciudad de Bogotá en la oficina de Diódoro Sánchez, en este lugar luego de que Abelardo Ramos expusiera la idea de revivir la sociedad se declaró fundada con el nombre de Sociedad Colombiana de Ingenieros. Se eligió a Abelardo Ramos como el presidente y a Diódoro Sánchez como secretario de la sociedad recién fundada. Al mismo tiempo, una comisión redactó los estatutos los cuales fueron aprobados el 12 de junio. La primera sede fue la misma oficina donde se declaró fundada la sociedad hasta marzo de 1893.
Después de fundada la sociedad se discutieron algunos problemas de carácter nacional y académico como la organización de la escuela de ingeniería de la Universidad Nacional, la redacción del código de minas y la definición del trazado del ferrocarril entre la ciudad de Bogotá y el Río Magdalena. En 1894 la sociedad fue requerida por primera vez por el Gobierno Nacional cuando la Cámara de Representantes le consultó cómo debía ser el ancho de vía en los ferrocarriles nacionales.
El vicepresidente encargado de la época Miguel Antonio Caro y el ministro de Fomento José Manuel Goenaga expidió el decreto sobre inspección de ferrocarriles, con este decreto reconoció a la sociedad como un cuerpo consultivo del Gobierno y le otorgó el uso de un local en el edificio de la Escuela de Ingeniería de la Universidad Nacional, donde a partir del 12 de marzo de 1893 funcionó el archivo, el museo y la biblioteca de la sociedad.
El Gobierno de Colombia en 1895 le dio el reconocimiento de  persona jurídica. Bajo este reconocimiento la sociedad colaboró en la redacción del proyecto de ley sobre el levantamiento de la carga geográfica de la República, de este proyecto de ley nació la en esa entonces Oficina de Longitudes. En 1896 se revisaron y modificaron los estatutos de la sociedad que siguen siendo los mismos actualmente.  Luego de la Guerra de los mil días, el Gobierno prohibió toda clase de sesiones de la sociedad al requerir el local que ocupaba desalojándolos del lugar por algún tiempo. En 1904 el ingeniero Sotero Peñuela presentó ante el Congreso un proyecto de ley para que reconfirmara a la sociedad como un centro consultivo del Gobierno y por lo tanto le otorgara un local, en cumplimiento de dicha ley, el Gobierno puso a nombre de la sociedad una casa ubicada en el centro de la ciudad en donde se volvieron a reanudar las actividades. La sociedad aún conserva dicha casa.
En 1921 se propuso ante el Senado de la República fundar la Sociedad Colombiana de Arquitectos como un anexo a la Sociedad Colombiana de Ingenieros. El proyecto fue aprobado y en 1932 se fundó la Sociedad Colombiana de Arquitectos que utilizó durante algún tiempo las oficinas de la primera sociedad para poder ejercer sus funciones.
En 1937 cuando se cumplieron los 50 años de fundación de la sociedad se le otorgó la Cruz de Boyacá por parte del Gobierno Nacional siendo la primera persona jurídica a la cual se le otorgó este honor. También se reglamentó la profesión de ingeniería civil en Colombia y se creó el premio nacional de ingeniería que sería entregado por la Nación.
En 1943 se reformó un estatuto para que la sociedad adquiriera un carácter de gremio sin modificar el científico y técnico, al realizar este cambio se permitió en ingreso a la sociedad de jóvenes y se negó el acceso a aquellos que no tuvieran el título profesional certificado.
Para celebrar los 75 años de fundación de la sociedad, en 1963 se realizó la primera reunión de presidentes de las sociedades de ingenieros regionales y especializadas que habían nacido a lo largo del país. El objetivo de la reunión era estudiar la integración y defensa de la ingeniería nacional. Además se aprovechó el encuentro para dar a conocer la expedición de la ley que creó la condecoración Orden al mérito con el nombre de Julio Garavito que se utiliza para reconocer los méritos de los ingenieros colombianos.
En 1984 se instituyó el 29 de mayo como el día de la ingeniería nacional.

## Comisiones
La Sociedad Colombiana de Ingenieros divide sus tareas en unas comisiones o grupos de trabajo en particular donde se discuten y realizan los informes detallados y especializados en los temas correspondientes. Cada una de las comisiones tiene un propósito y tiene conformada una pequeña junta directiva en particular.

### Contratación
Esta comisión es la encargada de hacer acompañamientos técnicos y análisis jurídicos con el fin de interpretar las políticas de contratación pública. También contribuye con el diseño y planificación de condiciones para contratos que realiza la administración ya sea nacional, municipal o local. Por otro lado realiza asesorías relacionadas con el sector público para las consultas hechas por ingenieros ya sean socios o personas externas.

### Economía y planeación
Es la encargada de realizar la evaluación a los proyectos públicos, tomando como referencia los datos económicos y financieros para juzgar de manera cualitativa y cuantitativa la conveniencia o no de asignar recursos a un determinado proyecto.

### Energía
Encargada de promover proyectos multipropósito de generación de energía alternativa para hacer uro efectivo de los recursos ambientales, también fomenta el uso racional de las fuentes convencionales de energía y la explotación de las mismas. Una de las tareas más importantes que tiene es incentivar el tren eléctrico panamericano y colombiano así como la implementación de sistemas eléctricos en los sistemas de transporte público de las ciudades colombianas.

### Enseñanza de la ingeniería y asuntos profesionales
Se analizan las condiciones en las cuales se desarrollan las actividades curriculares de las facultades de ingeniería en las entidades educativas del país. Impulsa estrategias de enseñanza y aprendizaje para foratelecer la educación proyectándola hacia la modernización. Analiza y estudia la reglamentación existente para el ejercicio de la profesión y el comportamiento de la misma.

### Estructuras y construcción de edificios
La comisión hace asesorías respecto a la definición y conceptualización de temas relacionados con las necesidades del país en cuanto a la construcción de la infraestructura física por medio de la proyección, el diseño, la construcción y el mantenimiento de las obras públicas y privadas. Analiza la aplicación adecuada de las normas de diseño y construcción establecidas por ley teniendo en cuenta el alto grado de sismicidad de las regiones del país, y hace las correspondientes actualizaciones técnicas.

### Geomática
Creada para proporcionar un espacio de encuentro y compartir experiencias de diversos sectores e instituciones, que aplican la geomática como instrumento para que el país avance en el desarrollo de las ciencias y tecnologías geoespaciales y de georeferencia.

### Geotecnia
Esta comisión evalúa temas relacionados con la ingeniería geotécnica y las técnicas que se aplican a ella, se tratan temas como presas de tierra, cimentaciones, muros de contención y estabilidad de taludes. Proponen soluciones a inconvenientes presentados en el área de la geotecnia y que son objeto de consulta a la Sociedad Colombiana de Ingenieros.

### Ingeniería militar
La comisión de ingeniería militar se enfoca en la investigación y la proyección social de la ingeniería civil orientada hacia los intereses nacionales para garantizar la seguridad y defensa de la nación.

### Ingeniería sanitaria y ambiental
La comisión debate temas relativos al manejo adecuado de los recursos naturales y el estudio de tecnologías para la conservación de los mismos. Discute el tratamiento de aguas residuales y residuos sólidos, la potabilización del agua, la implementación de programas de gestión ambiental en el sector público y privado.

### Recursos hidráulicos
En esta comisión se analizan y proponen alternativas para el manejo de los recursos naturales, principalmente el agua, apoya los proyectos que tiene el Gobierno Nacional y debate las distintas estrategias para el manejo de los recursos hídricos, examinando las políticas públicas de gestión.

### Servicios públicos
Trata temas relacionados con el sector para afrontar retos que impone el cambio climático y asegurar el desarrollo sostenible mediante mecanismos de desarrollo limpio y definición de una mezcla de tecnologías que combinen el ahorro con la eficiencia de los energéticos.

### Tecnologías de información y comunicaciones
Se creó al interior de la sociedad con el objetivo de aportar al desarrollo tecnológico de Colombia, por medio de la coordinación, promoción y ejecución de programas, planes y proyectos necesarios para colaborar en la gestión del Estado frente al despliegue y uso eficiente de la infraestructura de comunicaciones e información.

### Transporte y movilidad
En esta comisión se tratan temas relacionados con proyectos de sistemas de transporte público de desarrollo vial, analizan diseños y estudios de vías nuevas, de mejoramiento y rehabilitación de soluciones viales existentes, asesorando y acompañando a entidades públicas que así lo requieren.

## Sociedades adscritas
La Sociedad Colombiana de Ingenieros tiene adcritas diversas sociedades más pequeñas distribuidas a lo largo del país divididas en regionales y especializadas.

### Regionales
- Asociación Caucana de Ingenieros.
- Asociación de Ingenieros de Risaralda.
- Asociación de Ingenieros del Caquetá.
- Asociación de Ingenieros del Valle.
- Asociación Nariñense de Ingenieros.
- Sociedad Antioqueña de Ingenieros y Arquitectos.
- Sociedad Boyacense de Ingenieros.
- Sociedad Caldense de Ingenieros y Arquitectos.
- Sociedad Cordobesa de Ingenieros.
- Sociedad de Ingenieros de Casanare.
- Sociedad de Ingenieros del Atlántico.
- Sociedad de Ingenieros del Cesar.
- Sociedad de Ingenieros del Chocó.
- Sociedad de Ingenieros del Magdalena.
- Sociedad de Ingenieros del Meta.
- Sociedad de Ingenieros del Quindío.
- Sociedad de Ingenieros y Arquitectos de Bolívar.
- Sociedad de Ingenieros y Arquitectos de Sucre.
- Sociedad Guajira de Ingenieros.
- Sociedad Huilense de Ingenieros.
- Sociedad Nortesantandereana de Ingenieros.
- Sociedad Putumayense de Ingenieros.
- Sociedad Santandereana de Ingenieros.
- Sociedad Tolimense de Ingenieros.

### Especializadas
- Asociación Colombiana de Egresados de la Escuela Colombiana de Ingeniería.
- Asociación Colombiana de Facultades de Ingeniería.
- Asociación Colombiana de Ingeniería Estructural.
- Asociación Colombiana de Ingeniería Sanitaria y Ambiental.
- Asociación Colombiana de Ingeniería Sísmica.
- Asociación Colombiana de Ingenieros de Sistemas.
- Asociación Colombiana de Ingenieros de Transporte y Vías.
- Asociación Colombiana de Ingenieros Especialistas en Voladuras en Obras Civiles y Militares.
- Asociación Colombiana de Ingenieros Forestales.
- Asociación Colombiana de Túneles y Obras Subterráneas.
- Asociación Colombiana del Agua Subterránea.
- Asociación de Egresados de la Universidad de los Andes.
- Asociación de Ingenieros Civiles de la Universidad Nacional.
- Asociación de Ingenieros Civiles Universidad Católica de Colombia.
- Asociación de Ingenieros Ferroviarios de Colombia.
- Asociación de Ingenieros Grancolombianos.
- Asociación de Ingenieros Lasallistas.
- Asociación de Ingenieros Mecánicos Universidad Nacional de Colombia.
- Asociación de Ingenieros Tomistas.
- Asociación de Patólogos de la Construcción Tomasinos.
- Asociación de Profesionales Egresados de la Universidad Militar Nueva Granada.
- Asociación Nacional de Ingenieros Javerianos.
- Cámara Colombiana de la Infraestructura.
- Cámara Fedemetal de la Andi.
- Corporación para la Investigación y Desarrollo Industrial.
- Federación Colombiana de Fabricantes de Estructuras Metálicas.
- Grupo de Ingenieros Militares de Colombia Francisco José de Caldas.
- Sociedad Caldense de Ingenieros Civiles.
- Sociedad Colombiana de Geotecnia.
- Sociedad Colombiana de la Ciencia del Suelo.
- Sociedad Colombiana de Topógrafos.